# مهاجم مقبره ۲
مهاجم مقبره ۲ (به انگلیسی: Tomb Raider II) یک بازی ویدئویی در سبک اکشن-ماجراجویی است که توسط کور دیزاین توسعه یافته و به‌وسیلهٔ شرکت آیدوس اینتراکتیو منتشر شده است. این بازی در نوامبر ۱۹۹۷ برای مایکروسافت ویندوز و پلی‌استیشن، ژانویه ۱۹۹۸ برای مک اواس، دسامبر ۲۰۱۴ برای آی‌اواس و اکتبر ۲۰۱۵ برای اندروید عرضه شد. این بازی دومین قسمت از مجموعه بازی‌های مهاجم مقبره به‌شمار می‌رود و دنباله‌ای بر بازی توم ریدر در سال ۱۹۹۶ است.